# Cadoul de Crăciun (film din 2002)
Cadoul de Crăciun (titlu original: The Christmas Shoes) este un film de Crăciun american din 2002 regizat de Andy Wolk. Rolurile principale au fost interpretate de actorii Rob Lowe și Kimberly Williams. A avut premiera la 1 decembrie 2002 în rețeaua CBS. Este prima parte a unei trilogii, fiind urmat de The Christmas Blessing (Orașul minunilor, 2005) și The Christmas Hope (Speranța Crăciunului, 2009). Filmul prezintă două povestiri interconectate, adoptate după hitul muzical cu același nume. Un tânăr băiat încearcă să cumpere o pereche de pantofi de Crăciun pentru mama sa aflată pe moarte, în timp ce un avocat încearcă să se ocupe de destrămarea căsătoriei sale.

## Prezentare
Filmul prezintă două povești interconectate - în primul rând, o tânără profesoară de muzică, Maggie Andrews, este pe moarte din cauza unei boli de inimă și fiul ei, Nathan, încearcă să îi dăruiască o pereche de pantofi de Crăciun înainte ca aceasta să moară. În cea de-a doua povestire, avocatul Robert Layton și soția sa Kate încep să aibă o relație din ce în ce mai rece iar lucrurile se complică și mai mult de Crăciun, atunci când Kate ia locul lui Maggie pentru a dirija corul școlii și astfel refuzând un loc de muncă la firma lui Robert. Când mama lui Robert moare, acesta începe să-și schimbe părerea despre ce se întâmplă în viața sa și se întâlnește cu Nathan în ajunul Crăciunului când acesta încearcă să găsească bani pentru pantofi iar Robert caută un cadou pentru fiica sa.

## Distribuție
- Rob Lowe ca Robert Layton, avocat

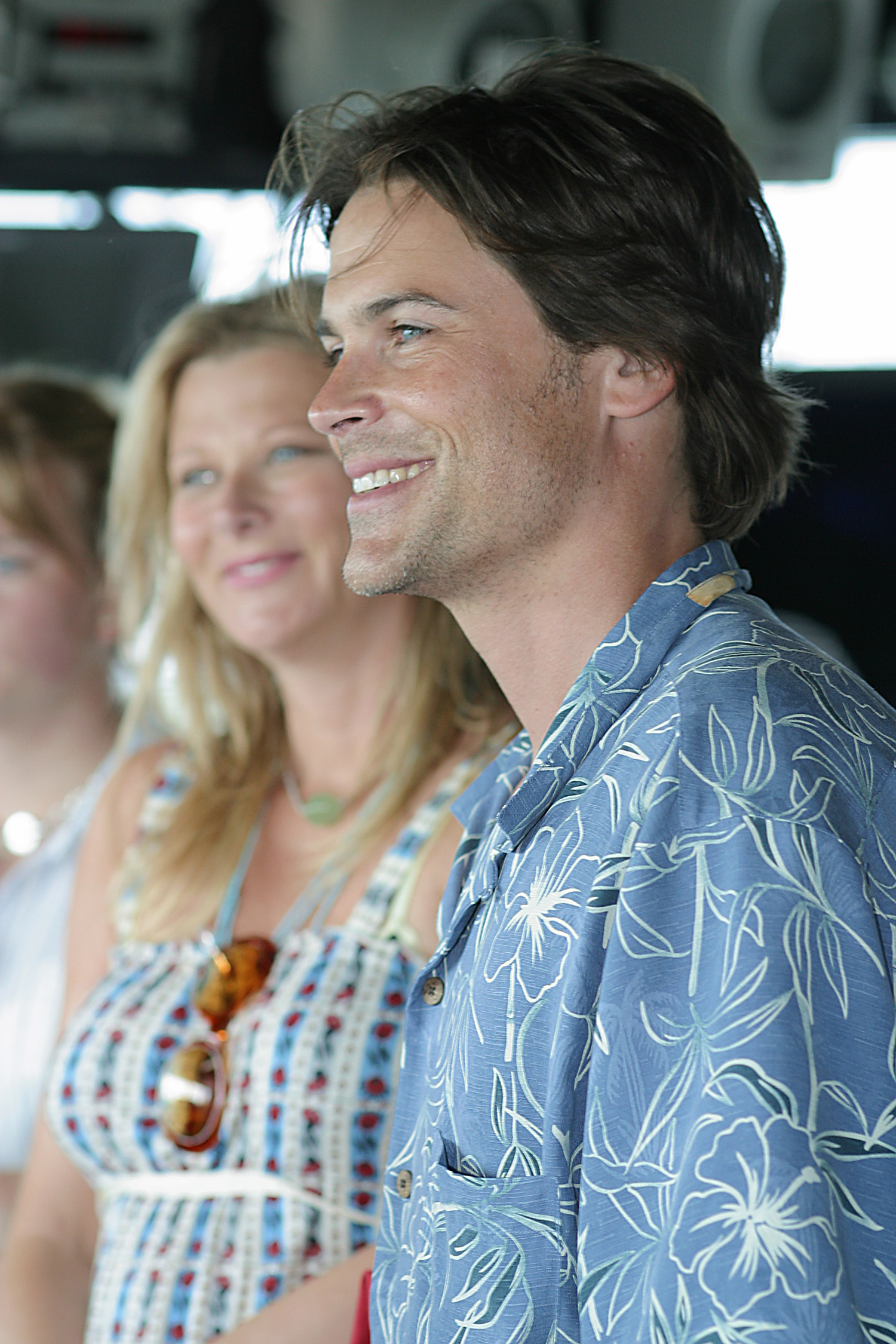
Rob Lowe în 2003

- Kimberly Williams-Paisley (menționată ca Kimberly Williams) ca Maggie Elizabeth Andrews, profesoară de muzică
- Max Morrow ca Nathan Andrews, fiul lui Maggie
- Maria del Mar ca Kate Layton, soția lui Robert
- Hugh Thompson ca Jack Andrews
- Dorian Harewood ca Dalton Gregory
- Shirley Douglas ca Ellen G. Layton
- Amber Marshall ca Lilly Layton
- Rhonda McLean ca Gwen
- Jeremy Akerman ca Tom Wilson
- John Maclaren ca Dean McGraw
- Brian Heighton ca Jake Cardwell
- Geoff Herod ca Nathan Andrews la facultate